# Ice Soldiers
Ice Soldiers è un film canadese del 2013 diretto da Sturla GunnarssonJustin

## Trama
Nel 1962 durante la crisi missilistica cubana un gruppo di truppe canadesi nell'Artico canadese cattura tre soldati sovietici geneticamente modificati dalla forza e resistenza eccezionale.  I tre vengono esaminati ma poco dopo evadono e uccidono tutti i presenti nella base, tranne una dottoressa.
Cinquant'anni dopo, un team di scienziati statunitensi scopre i corpi dei soldati sovietici sepolti sotto il ghiaccio artico. Si prova a rianimarli, ma all'improvviso si risvegliano e, anche in questo caso, uccidono quasi tutti tra personale scientifico e militare. Malraux, il protagonista, riesce a fuggire e poco dopo si imbatte in un nativo etnico canadese che si allea con lui per combattere i "super-soldati" e impedire loro di raggiungere la città di New York. I due riescono alla fine a catturare i supersoldati ed ucciderli.

## Produzione
Ice Soldiers è stato girato in Sudbury, Ontario nel 2013

## Critica
Norman Wilner di Now, magazine canadese, scrive, "È tutto piuttosto generico, e molto stupido".